# Neil Evitts
Neil Evitts (ur. 25 września 1964 w Birmingham) – brytyjski żużlowiec.

## Życiorys
Brązowy medalista młodzieżowych indywidualnych mistrzostw Anglii (Swindon 1981). Dwukrotny medalista indywidualnych mistrzostw Anglii: złoty (Coventry 1986) oraz srebrny (Coventry 1987).
Srebrny medalista indywidualnych mistrzostw Europy juniorów (King’s Lynn 1984). Brązowy medalista indywidualnego puchar mistrzów (Miszkolc 1987). Brązowy medalista drużynowych mistrzostw świata (cykl turniejów 1986). Finalista indywidualnych mistrzostw świata (Chorzów 1986 – VIII miejsce).
W lidze brytyjskiej reprezentował kluby Stoke Potters (1980), Wolverhampton Wolves (1981), Birmingham Brummies (1981-1983), Halifax Dukes (1984-1985) oraz Bradford Dukes (1986-1993). W 1992 r. startował w polskiej II lidze, w barwach klubu Iskra Ostrów Wielkopolski.